# Liste der Naturdenkmale in Erwitte
Die Liste der Naturdenkmale in Erwitte nennt die Naturdenkmale in Erwitte im Kreis Soest in Nordrhein-Westfalen.

## Naturdenkmale
| Nummer      | Bezeichnung                                | Gemarkung         | Lage                                                                                  | Bemerkung | Bild                                  |
| ----------- | ------------------------------------------ | ----------------- | ------------------------------------------------------------------------------------- | --------- | ------------------------------------- |
| 4.001       | 1 Linde                                    | Bad Westernkotten | Stationsplatz am Friedhof (51° 37′ 41,5″ N, 8° 21′ 30,4″ O)                           |           | Linde Bad Westernkotten               |
| 4.002       | 1 Kastanie                                 | Bad Westernkotten | Grünanlage am Westwall (51° 37′ 53″ N, 8° 21′ 25,9″ O)                                |           | Kastanie am Westwall in Westernkotten |
| 4.003       | 1 Linde (Bajonettlinde)                    | Erwitte           | Im Stadtpark beim Schloss (51° 36′ 58,7″ N, 8° 20′ 23″ O)                             |           | Linde im Schlosspark Erwitte          |
| 4.004       | 1 Linde                                    | Stirpe            | Auf dem Acker zwischen Ringstraße und Auf den Höfen (51° 37′ 27,1″ N, 8° 18′ 23,9″ O) |           |                                       |
| LP II 2.3.1 | Baumgruppe aus 1 Stieleiche und 1 Kastanie | Völlinghausen     | Bei Kapellenweg 27 Flur 4, Flurstück 381 (51° 35′ 31,8″ N, 8° 17′ 59,1″ O)            |           | Eiche in Völlinghausen                |
| LP II 2.3.2 | Doline südwestlich Glasmerhof              | Völlinghausen     | Flur 5, Flurstück 398 (51° 36′ 3,9″ N, 8° 18′ 48,9″ O)                                |           |                                       |
| LP II 2.3.3 | Doline südöstlich Glasmerhof               | Erwitte           | Flur 15, Flurstück 99 (51° 36′ 0,5″ N, 8° 19′ 24,3″ O)                                |           |                                       |
| LP II 2.3.4 | Linde nördlich Haus Söbberinghoff          | Völlinghausen     | Flur 6, Flurstück 44 (51° 35′ 40,2″ N, 8° 19′ 33,9″ O)                                |           | Linde nördlich Haus Söbberinghoff     |
| LP II 2.3.5 | Linde                                      | Eikeloh           | Flur 2, Flurstück 39 (51° 37′ 16,5″ N, 8° 23′ 49,3″ O)                                |           |                                       |